# Esponsià
Esponsià és un suposat usurpador del tron imperial romà que hauria florit en temps de Felip l'Àrab (l'any 248). Ens és conegut gràcies als aurei trobats a Transsilvània l'any 1713, però per les tècniques emprades en la fabricació d'aquestes monedes, tot sembla indicar que es tracten de falsificacions modernes.
En un estudi publicat el 2022, un equip de científics de la Terra afirmaren, basant-se en anàlisis de microdesgast, els materials incrustats i el grau d'oxidació), que havien confirmat que els aurei estaven en circulació fa 2.000 anys i que havien estat enterrats durant segles, cosa que segons ells corrobaria l'existència d'Esponsià.
Tanmateix, la metodologia i les conclusions de l'estudi han estat rebutjades frontalment per classicistes, numismàtics i arqueòlegs com Mary Beard, Richard Abdy, Jerome Mairat, Emanuel Petac i Florian-Matei Popescu, de manera que la historicitat d'Esponsià continua sent una incògnita.